# Hafen Weiern

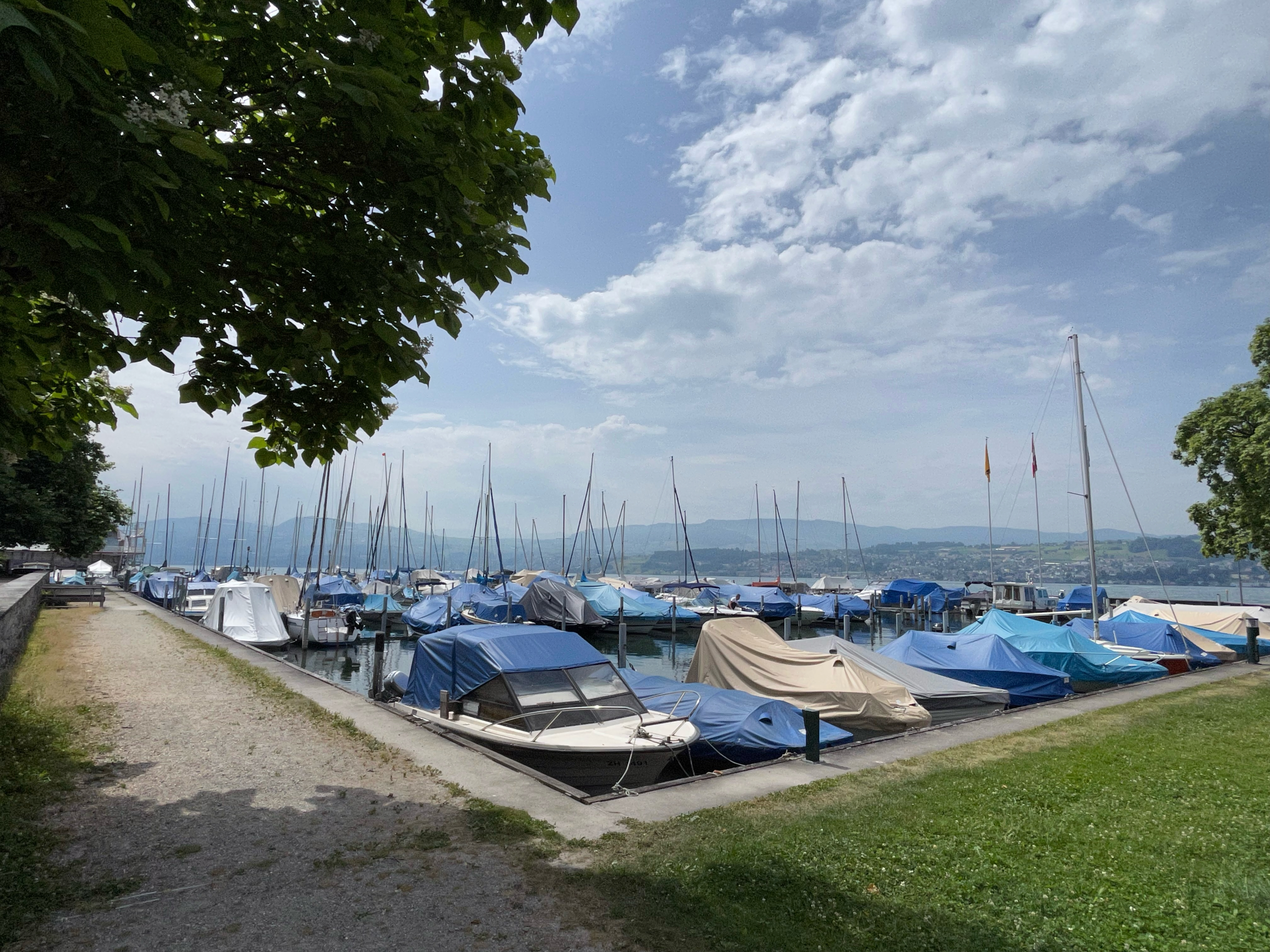
Hafen Weiern

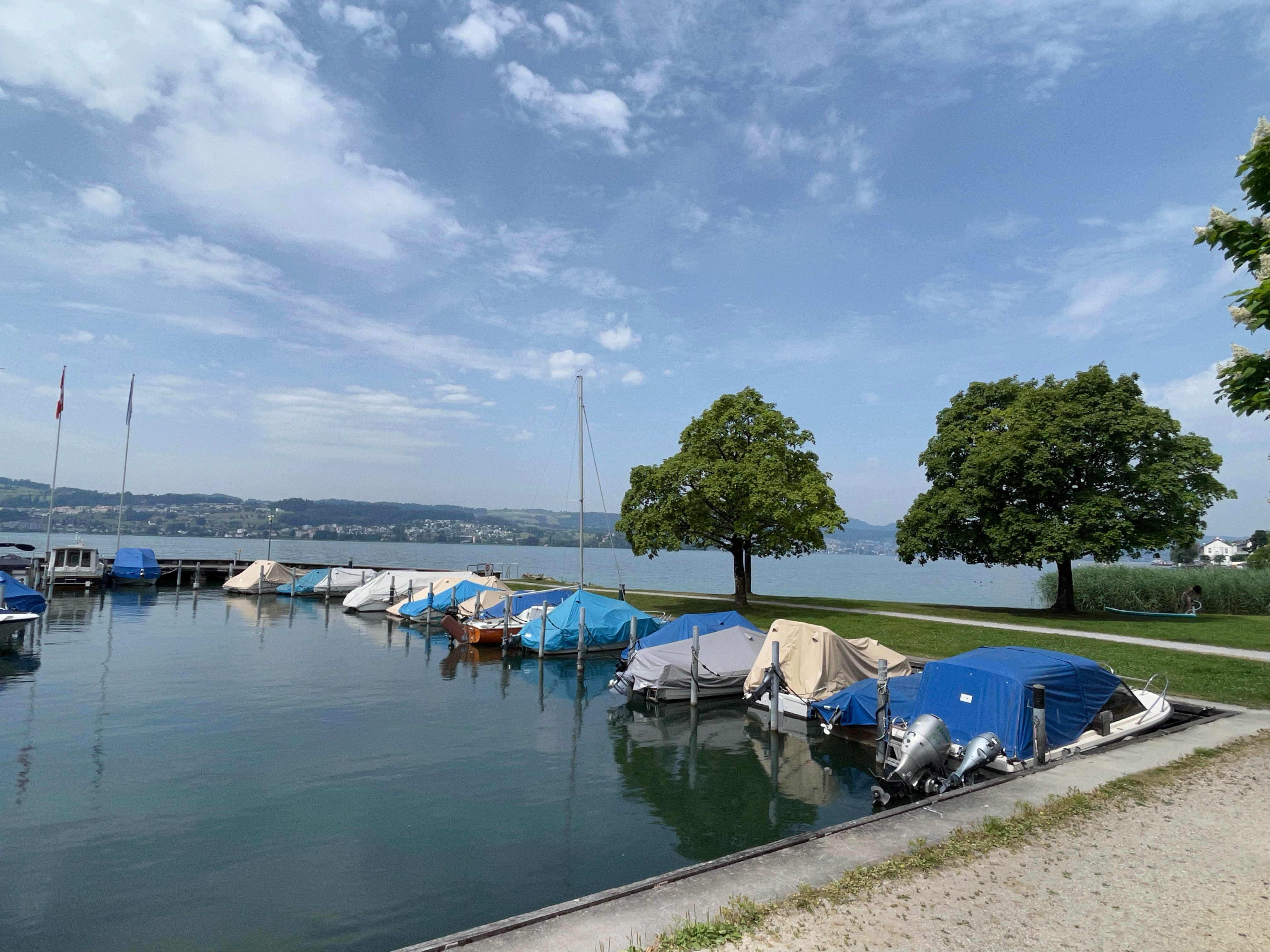
Blick nach Westen

Der Hafen Weiern (auch Weieren) liegt am Zürichsee in Männedorf. Um den Hafen kümmert sich die Hafengenossenschaft Männedorf, die ihn auch aufgebaut hat. Heute hat der Hafen 154 Liegeplätze.
Der Hafen Weiern (auch Weieren) liegt am Zürichsee in Männedorf. Um den Hafen kümmert sich die Hafengenossenschaft Männedorf, die ihn auch aufgebaut hat. Heute hat der Hafen 154 Liegeplätze.

## Lage
Der Hafen liegt am westlichen Dorfeingang von Männedorf, gegenüber der Seestrasse unterhalb der Kläranlage Weiern. Der Hafen bildet mit der daneben liegenden Villa Alma, der Landzunge im Westen, der Mole und den Stegen eine der schönsten Grünanlagen in Männedorf.

## Geschichte

### Gründung der Hafengenossenschaft Männedorf
Am 13. November 1976 entstand die Hafengenossenschaft durch die Initiative von sieben Männedörfler Motorbootfahrern. Ihr Ziel war, zusätzliche Bootsliegeplätze zu schaffen. Die Mitglieder wollten dieses Ziel durch private Mittel erreichen.

### Planung
Die Hafengenossenschaft hatte am Anfang einen Standort bei der Brauerei Haab westlich der Schiffslände mit vorgesehenen 40 Liegeplätzen in Planung, dies wurde aber durch das Anlegen der öffentlichen Schifffahrt, die Fischerei und Bedenken der Anleger verworfen. Nach diesem gescheiterten Plan wurde das Ufergebiet bei der Kläranlage ins Auge gefasst, zudem wurde die Genossenschaft von der Firma W. Staubli AG aus Zürich unterstützt. Dieser Standort hatte Platz für über 150 Liegeplätze, aber die Erbauung einer Hafenanlage wurde von kantonalen und kommunalen Unstimmigkeiten überschattet. Im November 1980 erteilte der Regierungsrat des Kantons Zürich die Erlaubnis für den Bau.

### Realisierung
Im Sommer 1981 wurden so viele Genossenschaftler wie zukünftige Bootsplätze gesucht. Ein Drittel der Bootsplätze sollte für Interessenten mit Wohnsitz ausserhalb von Männedorf reserviert werden, dies war eine Bedingung für die Einwilligung des Kantons beim Bau. Je nach der Grösse des zugeteilten Platzes ergab sich für die Genossenschaftler ein Kapitalanteil zwischen 10'800 und 27'000 Franken. Der Bau wurde Ende September 1981 begonnen, und Anfang Mai 1982 war die Hafenanlage fertig.

## Tiere
Beim Hafen lässt sich neben den vielen Fischen und Enten immer wieder ein exotisches Tier blicken: eine Schildkröte. Diese sieht den Hafen offenbar als ihr Zuhause an.